# Порту-Велью
По́рту-Ве́лью (порт. Porto Velho МФА: [ˈpoʁtu ˈvɛʎu], Старий порт) — місто і муніципалітет в Бразилії, столиця штату Рондонія. Розташоване у верхів'ї Амазонського басейну.

## Назва
Португальська назва Порту-Велью (Porto Velho) дослівно означає «старий порт».

## Клімат
Місто знаходиться у зоні, котра характеризується мусонним кліматом. Найтепліший місяць — вересень із середньою температурою 26.2 °C (79.2 °F). Найхолодніший місяць — липень, із середньою температурою 24.6 °С (76.3 °F).
| Клімат Порту-Велью      | Клімат Порту-Велью | Клімат Порту-Велью | Клімат Порту-Велью | Клімат Порту-Велью | Клімат Порту-Велью | Клімат Порту-Велью | Клімат Порту-Велью | Клімат Порту-Велью | Клімат Порту-Велью | Клімат Порту-Велью | Клімат Порту-Велью | Клімат Порту-Велью | Клімат Порту-Велью |
| Показник                | Січ.               | Лют.               | Бер.               | Квіт.              | Трав.              | Черв.              | Лип.               | Серп.              | Вер.               | Жовт.              | Лист.              | Груд.              | Рік                |
| Абсолютний максимум, °C | 37,2               | 36,4               | 38,7               | 37,1               | 36,8               | 38,8               | 37,9               | 40,9               | 39,4               | 40                 | 39,7               | 38                 | 40,9               |
| Середній максимум, °C   | 31,3               | 31,5               | 31,7               | 31,6               | 31,6               | 31,7               | 32,7               | 34,3               | 34                 | 33,3               | 32,6               | 31,6               | 32,3               |
| Середня температура, °C | 25,5               | 25,5               | 25,6               | 25,7               | 25,3               | 24,7               | 24,6               | 25,9               | 26,2               | 26,1               | 26                 | 25,5               | 25,6               |
| Середній мінімум, °C    | 21,7               | 21,8               | 21,8               | 21,9               | 21                 | 19,2               | 18,3               | 19                 | 20,8               | 21,8               | 22                 | 22                 | 20,9               |
| Абсолютний мінімум, °C  | 14,4               | 15,4               | 12                 | 12,8               | 12                 | 11,8               | 7,4                | 10                 | 12,1               | 17,7               | 18,1               | 11                 | 7,4                |
| Днів з дощем            | 16                 | 14                 | 16                 | 11                 | 7                  | 3                  | 1                  | 3                  | 4                  | 8                  | 10                 | 13                 | 106                |
| Вологість повітря, %    | 89                 | 88                 | 89.1               | 89                 | 86                 | 84.1               | 80                 | 82                 | 84                 | 86                 | 87                 | 88.7               | 86.1               |
| ----------------------- | ------------------ | ------------------ | ------------------ | ------------------ | ------------------ | ------------------ | ------------------ | ------------------ | ------------------ | ------------------ | ------------------ | ------------------ | ------------------ |
| Джерело: Weatherbase    |                    |                    |                    |                    |                    |                    |                    |                    |                    |                    |                    |                    |                    |